# Municipio de Franklin (condado de Monona)
El municipio de Franklin (en inglés: Franklin Township) es un municipio ubicado en el condado de Monona en el estado estadounidense de Iowa. En el año 2010 tenía una población de 310 habitantes y una densidad poblacional de 3,07 personas por km².

## Geografía
El municipio de Franklin se encuentra ubicado en las coordenadas 41°59′26″N 96°5′36″O / 41.99056, -96.09333. Según la Oficina del Censo de los Estados Unidos, el municipio tiene una superficie total de 100.98 km², de la cual 99,64 km² corresponden a tierra firme y (1,33 %) 1,34 km² es agua.

## Demografía
Según el censo de 2010, había 310 personas residiendo en el municipio de Franklin. La densidad de población era de 3,07 hab./km². De los 310 habitantes, el municipio de Franklin estaba compuesto por el 95,48 % blancos, el 0,32 % eran afroamericanos, el 0,65 % eran amerindios, el 0,65 % eran asiáticos, el 1,29 % eran isleños del Pacífico y el 1,61 % eran de una mezcla de razas. Del total de la población el 0,32 % eran hispanos o latinos de cualquier raza.